# Bamfordvirae
Bamfordvirae é um reino de vírus de DNA no domínio Varidnaviria que inclui os vírus gigantes (filo Nucleocytoviricota) juntamente com o filo Preplasmaviricota que contém os virófagos, os adenovírus e várias famílias de vírus procarióticos, como os tectivírus, entre outros.
Os vírus deste reino são caracterizados por codificar uma proteína espiral de gelatina dupla vertical (DJR-MCP) em comparação com o outro reino Helvetiavirae que codifica uma única proteína espiral de gelatina vertical (SJR-MCP). Os vírus Bamfordvirae parecem ter evoluído a partir de um evento em que duas proteínas SJR-MCP dos vírus Helvetiavirae se fundiram, dando origem à proteína do rolo gelatinoso vertical duplo (DJR-MCP), típica dessa linhagem. Os vírus Bamfordvirae cruzaram eucariotos através de bacteriófagos relacionados a Tectiviridae, dando origem aos polintovírus que foram os primeiros vírus eucarióticos deste reino e que mais tarde dariam origem aos adenovírus, virófagos, vírus gigantes, plasmídeos mitocondriais (plasmídeos inativos encontrados nas mitocôndrias), plasmídeos de levedura (citoplasmático) e transpovirons (transposons de DNA encontrados nos genomas de vírus gigantes). Os polintovírus acabariam por ser endogenizados no genoma dos eucariotos tornando-se os polintons transposons. Vírus gigantes parecem ter evoluído de vírus pequenos por meio de duplicação e deleção de genes, inclusão de elementos genéticos móveis e aquisição massiva de genes de hospedeiros e bactérias, incluindo genes para tradução e genes de computador que são considerados os mais resistentes. transferência horizontal. Os vírus gigantes podem ter dado origem aos vírus da classe Naldaviricetes ou descender de um ancestral compartilhado.

## Taxonomia
A taxonomia estabelecida pelo ICTV e por outras análises filogenéticas é a seguinte:
- Reino Bamfordvirae
  - Filo Nucleocytoviricota
    - Classe Megaviricetes
      - Família Mimiviridae
      - Encomendar Algavirales
        - Família Phycodnaviridae
        - Família Yaraviridae

      - Encomendar Pimascovirales
        - Família Ascoviridae
        - Família Iridoviridae
        - Família Marseilleviridae
        - Família Pithoviridae[15]

    - Classe Pokkesviricetes
      - Família Asfarviridae
      - Família Poxviridae

  - Filo Preplasmaviricota
    - Família Lavidaviridae
    - Família Adintoviridae
    - Família Finnlakeviridae[16]
    - Classe Tectiliviricetes
      - Família Adenoviridae
      - Família Tectiviridae
      - Família Turriviridae
      - Encomendar Vinavirales
        - Família Corticoviridae
        - Família Autolykiviridae

  - Classe Naldaviicetes[11][12]
    - Família Nimaviridae
    - Encomendar Lefavirales
      - Família Baculoviridae
      - Família Hytrosaviridae
      - Família Nudiviridae
      - Família Polydnaviridae